# オケアノスピリルム目
オケアノスピリルム目（Oceanospirillales）はプロテオバクテリア門に属する細菌からなる分類群であり、8科からなる。タイプ指定はOceanospirillum。これは海洋を意味するオーケアノスΩκεανόςと、らせん菌を意味するspirillumを合成したもので、海洋のらせん菌といった意味を帯びる。ただし、これはOceanospirillumに対して与えられたもので、オケアノスピリルム目全体の特徴としては、主に海洋という点は合致するものの、必ずしもらせん菌というわけではない。
高耐久生物の多いハロモナス科、海洋細菌の多いオケアノスピリルム科が比較的知られている。
アメリカ合衆国ローレンス・バークレー国立研究所の研究グループが、2010年5月25日から6月2日にかけてメキシコ湾の深海底17か所で採取された試料からオケアノスピリルム目に属する新種を発見し、同年8月24日の科学誌サイエンス（電子版）に発表した。水温が摂氏5度の冷水環境でも、効率良く原油を分解しているという。

## 本目に属する生物
- ハロモナス・ティタニカエ (Halomonas titanicae)
- GFAJ-1